# Isla Ōmi
La isla Ōmi (大三島 Ōmi-shima?) es una isla habitada del archipiélago Geiyo (芸予諸島 Geiyo-shotō?) en el mar Interior de Seto. Está localizada en el extremo septentrional de la prefectura de Ehime y es la isla de mayor superficie dentro de la prefectura.

## Características
Tiene una superficie de 64,54 km² y una costa de 88,8 km. Su clima es mediterráneo. El punto más alto de la isla corresponde al monte Washigatō (鷲ヶ頭山 Washigatō-san?), de 437 m.
La isla sufre de escasez de agua, por lo que se construyó la Represa de Utena (台ダム Utena-damu?) sobre el río Utena (台川 Utena-gawa?) y además recibe agua de las islas de Hakata y Oo a través de acueductos instalados en los puentes de la Autovía de Nishiseto.
La isla Oomi está comunicada con la isla Hakata por medio del puente de Oomishima, y con la Isla Ikuchi (生口島 Ikuchi-jima?) de la prefectura de Hiroshima por medio del Gran Puente de Tatara.
La isla fue designada Tesoro Nacional de Japón (国宝 Kokuhō?). Dado que era considerada "isla de dios", la pesca era evitada por sus habitantes, por lo que la actividad pesquera no es importante.

## Gobierno
Administrativamente la isla estaba dividida en dos, la mitad occidental pertenecía al pueblo de Ōmishima y la mitad oriental al pueblo de Kamiura; pero el 16 de enero de 2005 ambas pasaron a formar parte de la ciudad de Imabari junto a otras localidades.

## Actividades económicas
El cultivo de mikan es la actividad principal. Aunque el levantamiento de barreras a la importación de naranjas ha hecho que se diversificara al cultivo de frutillas. Dada la escasez de tierras llanas y de agua, los cultivos de arroz son escasos. También hay pequeños astilleros navales y una fábrica de sal perteneciente a Hakata Engyō (伯方塩業?), con sede central en la ciudad de Matsuyama, y cuya marca Sal de Hakata (伯方の塩 Hakata-no-shio?) es muy conocida en Japón.
El distrito Miyaura, en el que se encuentra el templo de Ōyamazumi (大山祇神社 Ōyamazumi-jinja?), es el centro de la actividad turística. En cercanías se encuentran las instalaciones para el hospedaje, locales de venta de artesanías y recuerdos, e instalaciones gastronómicas. Tras la habilitación del intercambiador Ōmishima en el distrito Tatara, lo que fue el pueblo de Kamiura había construido en su momento un parque, un museo y un onsen, entre otras instalaciones destinadas a fomentar el turismo. En la actualidad han tomado importancia el turismo ecológico, los viajes de egresados y las instalaciones para la pretemporada de deportistas.